# Padawan
Een Padawan is een benaming voor een personage uit de Star Wars saga.
Een Padawan is een Jedi-leerling. Vanaf zijn jeugd tot de leeftijd van een jong volwassene moet een Padawan bijgestaan worden door een Jedi. Tot dan wordt hij een Jedi Padawan genoemd. Nadat hij, volgens zijn leraar, volleerd is, mag hij zich een volwaardige Jedi noemen. Slechts als ze in de Jedi Council worden toegelaten, mogen ze de titel Jedimeester aannemen.
De duistere tegenhanger van een Jedi Padawan is een Sith Apprentice. Na de Clone Wars werden veel Jedi Padawans uitgeroeid door Anakin Skywalker, die door Darth Sidious naar de Duistere Kant werd gelokt.
Hier zijn enkele voorbeelden van Jedi Padawan en Jedimeester uit de films: